# Amr Waked
Amr Waked (árabe egípcio: عمرو واكد); (nascido a 12 de abril de 1973) é um actor de cinema, televisão e actor de teatro egípcio. Ele é mais conhecido para o público internacional e em Hollywood pelo seu papel no filme de 2005 Syriana. Outras destacadas interpretações incluem um Xeque iemenita chamado Muhammad em Pesca do Salmão no Yemen, e Pierre do Rio em Lucy do director Luc Besson.

## Biografia
Waked nasceu a 12 de abril de 1973, no Cairo, Egipto. É um graduado da Universidade Americana do Cairo, e realizou teatro de 1992 a 2002. No princípio, só era um actor irregular, trabalhando no momento como corretor de bolsa, antes de finalmente dedicar a sua carreira como actor. Waked uniu-se aos protestos do Egipto na revolução contra o governo em 2011 e também se uniu aos protestos de junho de 2013 no Egipto contra Mohamed Morsi.

## Carreira
O seu primeiro papel importante foi em Ashab wallah business (2002) (somos amigos ou só um negócio), no qual retratou o papel de "Gehad" tão bem que muitos espectadores saíram das salas de cinema a achar que era na realidade um actor palestiniano, em vez de um egípcio. O seu primeiro papel protagonista foi como Ahmed em Deil el Samaka de 2003, e em 2005 trabalhou juntamente com George Clooney no filme Syriana, pelo que em 2006 ganhou um "Prémio Especial para os Árabes no Cinema Internacional' no Festival Internacional de Cinema do Cairo. Waked uniu-se ao elenco da série de televisão egípcia "Lahazat Harega" ("Momentos Críticos") em 2007, participando em 32 episódios da primeira temporada.
Em 2008, uniu-se ao elenco da série de televisão de BBC/HBO House of Saddam para interpretar o genro de Saddam Hussein, Hussein Kamel. Como o papel de Saddam Hussein foi interpretado pelo actor Israelita Yigal Naor, Waked enfrentou um castigo por parte da União de Actores de Egipto, que se opunham à normalização de relações com Israel. O sindicato ameaçou com proibir todos os seus projectos futuros em Egipto.
Em 2009, foi co-anfitrião da 33ª edição do Festival Internacional de Cinema do Cairo, e em 2010 voltou a unir-se ao elenco de Lahazat Harega. Uniu-se às estrelas de Hollywood Matt Damon, Jude Law, Kate Winslet, e Gwyneth Paltrow no filme de 2011, Contágio e co-protagonizou no filme Britânico" Pesca do Salmão no Iémen com Emily Blunt, Ewan McGregor, e Kristin Scott Thomas. Também co-protagonizou em Lucy juntamente com Morgan Freeman e Scarlett Johansson.

## Filmografia

### Filmes
| Ano  | Título                                               | Papel          | Notas |
| ---- | ---------------------------------------------------- | -------------- | ----- |
| 1999 | Gannat al shayateen (O Paraíso dos Anjos Caídos)     | Nona           |       |
| 2001 | Li li                                                | Jeque Abdel Al |       |
| 2001 | Ashab wala business (Somos amigos ou só um negócio ) | Gihad          |       |
| 2003 | men nazret ain (A Primeira Vista)                    | Akram          |       |
| 2003 | Dail el samakah                                      | Ahmed          |       |
| 2003 | Sahar el layaly                                      |                | (Voz) |
| 2004 | Ahla al awkat (Melhores Momentos)                    | Hisham         |       |
| 2004 | Khalty Faransa ( Minha tia França)                   | Yousif         |       |
| 2004 | Tito                                                 | Faris          |       |
| 2004 | Sib wana Aseeb (Solta e solta-te)                    | Kariem         |       |
| 2005 | Falando de amor                                      | Hassan         |       |
| 2005 | A presa do ghazal                                    | Atef           |       |
| 2005 | Syriana                                              |                |       |
| 2008 | Genenet al asmak (O Aquário)                         | Yousif El nady |       |
| 2009 | Ibrahim labyad (Ibrahim o alvo)                      | Ashry          |       |
| 2009 | O Viajante                                           |                |       |
| 2009 | Al-Gondorji                                          | Saber          |       |
| 2010 | Il pai e lo straniero (o pai e o estrangeiro)        | Walid          |       |
| 2010 | Alf Leila Nos Leila (As Mil e uma Noites)            | Meg Windermere |       |
| 2011 | O contágio                                           | Rafik          |       |
| 2012 | Pesca do Salmão no Iémen                             |                |       |
| 2012 | Inverno de seu Descontentamento                      | Amr            |       |
| 2014 | El Ott (O gato)                                      |                |       |
| 2014 | Lucy                                                 | Pierre do Rio  |       |
| 2014 | Colt 45                                              | Barón          |       |
| 2014 | O Azul Mauricio                                      |                |       |
| 2017 | Geostorm                                             | Dussette       |       |